# Krzysztof Turzyński
Krzysztof Jan Turzyński (ur. 1977) – polski fizyk teoretyk, doktor habilitowany nauk fizycznych, profesor uczelni Uniwersytetu Warszawskiego. Specjalista w dziedzinie cząstek elementarnych i kosmologii, zwłaszcza ewolucji Wszechświata; popularyzator nauki.

## Życiorys

### Wykształcenie i badania naukowe
Absolwent III LO w Gdyni. Studiował na Wydziale Fizyki oraz na Międzywydziałowych Indywidualnych Studiach Matematyczno-Przyrodnicznych (MISMaP) na Uniwersytecie Warszawskim (1996–2001). W 2005 na FUW obronił doktorat z fizyki teoretycznej cząstek elementarnych: Naruszenie liczby leptonowej w teoriach poza modelem standardowym (promotor: Stefan Pokorski). W 2015 tamże habilitował się na podstawie dorobku naukowego i monografii kosmologicznej Widmo mocy perturbacji krzywizny w modelach inflacji z wieloma polami skalarnymi.
W 2005 został zatrudniony jako adiunkt w Katedrze Teorii Cząstek i Oddziaływań Elementarnych Instytutu Fizyki Teoretycznej (IFT) FUW. W latach 2006–2008 pracownik naukowy (ang. research fellow) na Uniwersytecie Michigan. W 2016 objął funkcję prodziekana ds. studenckich FUW. W 2019 został powołany na stanowisko profesora nadzwyczajnego w IFT FUW.

### Działalność oświatowa i popularyzatorska
W okresie szkolnym stypendysta, a później tutor Krajowego Funduszu na rzecz Dzieci. W 2008 został redaktorem działu „Fizyka” w miesięczniku „Delta”, a rok później – zastępcą jego redaktora naczelnego. Od 2014 członek Komitetu Głównego Olimpiady Fizycznej. Od 2016 redaktor naczelny kwartalnika „Postępy Fizyki”. Krytykował podstawę programową polskich szkół wprowadzoną w 2017 roku przez minister Annę Zalewską.